# Simfonia núm. 7 (Atterberg)
La Simfonia núm. 7 Simfonia romàntica en la menor, op. 45, va ser completada per Kurt Atterberg entre 1941 i 1942. L'obra es va representar per primera vegada sota la direcció de Hermann Abendroth a Frankfurt del Main el 14 de febrer de1943, en plena Segona Guerra Mundial.

## Origen i context
El 1942, Atterberg va conèixer Hermann Abendroth, un director de concerts ben rebut a Estocolm. Després d'una trobada a casa d'Atterberg, van fer-se amics i Atterberg va compartir els seus plans per a una nova simfonia. Abendroth, que havia dirigit la sisena simfonia d'Atterberg, va expressar interès en dirigir també la setena. Atterberg va acordar mantenir-lo informat sobre el progrés de l'obra.
Atterberg li va donar el títol de Simfonia romàntica, per oposar-se als “moderns” dins de la música clàssica a Suècia. Atterberg va prendre la música en gran part de la seva òpera Fanal, sense seguir el programa d'aquesta òpera. l'òpera s'havia estrenat el 27 de gener de 1934 a l'Òpera Reial d'Estocolm. Tant el compositor com el director tenien els seus dubtes sobre la qualitat de l'obra, però a tots dos els va agradar la tercera part. Mirant enrere, Atterberg estava més satisfet amb la primera part. Tots dos no estaven sols en la seva opinió. Després d'una actuació sota la direcció de Tor Mann, l'⁣Orquestra Simfònica de Göteborg, el 8 d'abril de 1943, la simfònica fou destruïda per la crítica, la dona d'Atterberg es va molestar, el mateix Atterberg ja ho havia tingut en compte.
A la dècada de 1960 Atterberg va eliminar la quarta part perquè no creia que fos un bon final. Això va anar en contra de la voluntat de Tor Mann, que va preferir el format de quatre parts. El 1969 el trencament entre Atterberg i la seva Setena va ser definitiu. Va irrompre als arxius de la Swedish Broadcasting Corporation i va arrencar la quarta part de la partitura. Aleshores, Atterberg va ordenar a la seva editorial musical que deixés d'imprimir el quart moviment a partir d'aleshores. També s'ha editat la primera part. Va donar un consell, si es volia fer un quart moviment, el millor era fer servir Vittorioso op. 58.

## Moviments
Des de 1969 l'obra es presenta com una simfonia de tres parts:
1. Dramàtic. Lento - molto vivo
2. Semplice. Andante
3. Feroce Allegro

El primer moviment està escrit en forma sonata lliure, el segon en forma de cançó, el tercer és un rondó.

## Instrumentació
Atterberg va escriure l'obra per a:
- 2 flautes, 2 oboès, 2 clarinets, 2 fagots
- 4 trompes, 3 trompetes, 3 trombons, 1 tuba
- timbals, 1 percussió, 1 arpa, celesta
- violins, violes, violoncels, contrabaix

## Discografia
- Sterling: Malmö Symfoniorkester dirigida per Michail Jurowski el 1998
- cpo: SWR Radio Symphony Orchestra Stuttgart dirigida per Ari Rasilainen